# NGC 1609
NGC 1609 is een spiraalvormig sterrenstelsel in het sterrenbeeld Eridanus. Het hemelobject werd op 26 november 1786 ontdekt door de Duits-Britse astronoom William Herschel.

## Synoniemen
- PGC 15480
- MCG -1-12-25
- NPM1G -04.0199